# 장샤오취안
장효전(중국어: 張孝全, 병음: Zhāng Xiàoquán 장샤오취안[*], 영어: Joseph Chang, 1983년 12월 28일 ~ )은 타이완의 배우이다.

## 출연 작품
- 맥베스즈 대거 (2014)
- 청춘 18X2 너에게로 이어지는 길 (2024)